# Посёлок Птицетоварной фермы
Птицетова́рной фе́рмы — посёлок в Боготольском районе Красноярского края России. Входит в состав Боготольского сельсовета.

## География
Посёлок находится севернее реки Чулым, на расстоянии 18 км к востоку от города Боготол, административного центра района.

## Население
| 2010 |
| ---- |
| 122  |

### Гендерный состав
По данным Всероссийской переписи населения 2010 года, в посёлке проживало 122 человека (63 мужчины и 59 женщин)

## Улицы
- ул. Вторая,
- ул. Первая,
- ул. Чулымская[3].